# Chalíl al-Wazír
Chalíl Ibráhím al-Wazír (arabsky خليل إبراهيم الوزير‎; 10. října 1935 Ramla – 16. dubna 1988 Tunis), známý také pod přezdívkou Abú Džihád (arabsky أبو جهاد‎), byl palestinský vůdce a spoluzakladatel nacionalistické strany Fatah. Jako vrchní pobočník předsedy Organizace pro osvobození Palestiny (OOP) Jásira Arafata měl značný vliv na vojenské aktivity Fatahu a nakonec se stal velitelem ozbrojeného křídla Fatahu al-'Ásifa.
Stal se uprchlíkem, když byla jeho rodina vyhnána z Ramly během první arabsko-izraelské války v roce 1948, a začal vést menší jednotku fidájínů v Pásmu Gazy. Na počátku 60. let navázal pro Fatah kontakty s komunistickými režimy a významnými představiteli třetího světa. Otevřel první kancelář Fatahu v Alžírsku. Hrál důležitou roli v Černém září v Jordánsku v letech 1970–1971, když obklíčeným palestinským bojovníkům dodával zbraně. Po porážce OOP jordánskou armádou se připojil k OOP v Libanonu.
Před první libanonskou válkou v roce 1982 a během ní plánoval četné útoky na území Izraele proti civilním i vojenským cílům. Připravoval obranu Bejrútu proti přicházejícím izraelským silám. Izraelská armáda však zvítězila a al-Wazír byl spolu s ostatními členy vedení Fatahu vyhoštěn z Libanonu. Na dva roky se usadil v Ammánu a poté byl v roce 1986 vyhoštěn do Tunisu. Z tamní základny začal organizovat mládežnické výbory na palestinských územích; ty nakonec tvořily hlavní složku palestinských sil v první intifádě. Dne 16. dubna 1988 byl ve svém domě v Tunisu zavražděn izraelským komandem.

## Raný život
Narodil se v roce 1935 muslimským rodičům ve městě Ramla v Britském mandátu Palestina (dnešní Izrael). Jeho otec Ibráhím al-Wazír pracoval ve městě jako prodavač potravin. Al-Wazír a jeho rodina byli v červenci 1948 vyhnáni spolu s dalšími 50 000–70 000 Palestinci z Lodu a Ramly poté, co Izrael obsadil tuto oblast během první arabsko-izraelské války v roce 1948. Usadili se v uprchlickém táboře Burajdž v Pásmu Gazy, kde al-Wazír navštěvoval střední školu provozovanou agenturou UNRWA. Během studia na střední škole začal organizovat malou skupinu fidájínů, která obtěžovala Izraelce na vojenských stanovištích poblíž Pásma Gazy a Sinajského poloostrova.
V roce 1954 se v Gaze seznámil s Jásirem Arafatem; později se stal Arafatovou pravou rukou. Během svého působení v Gaze se stal členem egyptského Muslimského bratrstva a za své členství v tomto hnutí byl krátce vězněn, protože v Egyptě bylo zakázáno. V roce 1956, několik měsíců po propuštění z vězení, absolvoval v Káhiře vojenský výcvik. Studoval také stavební inženýrství na Alexandrijské univerzitě, kterou však nedokončil. V roce 1957 byl znovu zadržen za vedení nájezdů proti Izraeli a byl vyhoštěn do Saúdské Arábie, kde si našel práci jako učitel. Po přestěhování do Kuvajtu v roce 1959 pokračoval v práci učitele.

## Vznik Fatahu
Pobytu v Kuvajtu využil k navázání kontaktů s Arafatem a dalšími palestinskými exulanty, které poznal v Egyptě. Někdy v letech 1959–1960 založil se svými druhy palestinskou nacionalistickou guerillovou a politickou organizaci Fatah. Do Bejrútu se přestěhoval poté, co byl pověřen vydáváním měsíčníku nově vzniklé organizace, neboť byl „jediný, kdo měl talent na psaní“.
V Alžírsku se usadil v roce 1962 poté, co tam alžírský prezident Ahmed Ben Bella pozval delegaci vůdců Fatahu, včetně Arafata a Fárúqa Qaddúmího. Al-Wazír otevřel v Alžíru kancelář Fatahu a vojenský výcvikový tábor a v roce 1964 byl zařazen do alžírsko-fatahovské delegace do Pekingu. Během své návštěvy představil myšlenky Fatahu různým představitelům Čínské lidové republiky, včetně premiéra Čou En-laje, a zahájil tak dobré vztahy Fatahu s Čínou. Navštívil také další východoasijské země a navázal vztahy se Severní Koreou a Vietkongem. Údajně „okouzlil Che Guevaru“ během Guevarova projevu v Alžíru. Díky svým partyzánským zkušenostem a kontaktům se zeměmi dodávajícími zbraně mu byla svěřena úloha náboru a výcviku bojovníků, čímž vzniklo ozbrojené křídlo Fatahu al-'Ásifa. Během pobytu v Alžíru naverboval Abú Alího Ijáda, který se stal jeho zástupcem a jedním z vysoce postavených velitelů al-'Ásify v Sýrii a Jordánsku.

### Sýrie a období po šestidenní válce
Al-Wazír a vedení Fatahu se v roce 1965 usadili v syrském Damašku, aby využili velkého počtu příslušníků Palestinské osvobozenecké armády. Dne 9. května 1966 byl spolu s Arafatem zadržen syrskou policií věrnou Háfizu al-Asadovi. Stalo se tak po incidentu, při němž byl prosyrský palestinský vůdce Júsif Urábí vyhozen z okna třípatrové budovy a zabit. Al-Wazír a Arafat uvažovali buď o sjednocení Fatahu s Urábího frakcí, nebo o získání Urábího podpory proti Arafatovým rivalům ve vedení Fatahu. Došlo k hádce, která nakonec vedla k Urábího vraždě; al-Wazír a Arafat však již krátce před incidentem opustili místo činu. Podle Abúríše byli Urábí a al-Asad „blízcí přátelé“ a al-Asad jmenoval komisi, která měla vyšetřit, co se stalo. Komise shledala Arafata i al-Wazíra vinnými, ale Saláh Džadíd, tehdejší zástupce generálního tajemníka syrského prezidenta, jim udělil milost.
Po porážce koalice arabských států v šestidenní válce v roce 1967 ztratily hlavní palestinské partyzánské organizace, které se války účastnily nebo byly podporovány některým ze zúčastněných arabských států, jako například Arabské nacionalistické hnutí vedené Georgem Habašem a Palestinská osvobozenecká armáda Ahmada Šuqajrího, značný vliv mezi palestinským obyvatelstvem. Fatah se tak stal dominantní frakcí Organizace pro osvobození Palestiny (OOP). Získala 33 ze 105 křesel v Palestinské národní radě (nejvíce křesel přidělených jakékoli partyzánské skupině), čímž posílila al-Wazírovu pozici. Během bitvy o Karamé v březnu 1968 zastával spolu se Saláhem Chalafem důležité velitelské pozice, což mu pomohlo získat kredit vojenského stratéga. To nakonec vedlo k tomu, že převzal velení al-'Ásify,  zastával významné funkce v Palestinské národní radě a v Nejvyšší vojenské radě OOP. Byl také pověřen vedením partyzánských válečných operací na okupovaných palestinských územích i v Izraeli.

## Založení hnutí na Západním břehu Jordánu a v Pásmu Gazy

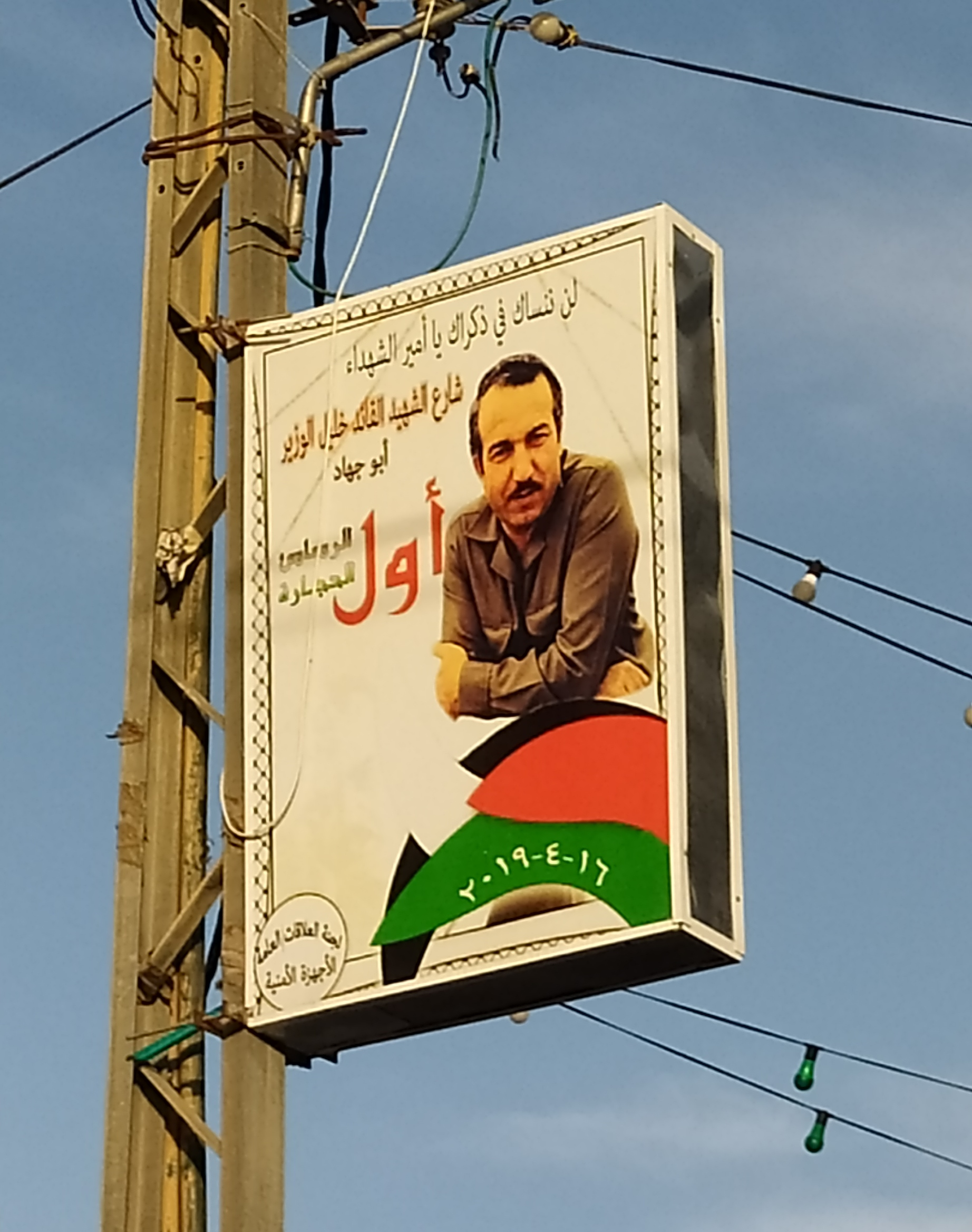
Billboard s portrétem Chalíla al-Wazíra

Al-Wazír byl nespokojen s rozhodující porážkou palestinských sil v Libanonu během první libanonské války v roce 1982 a soustředil se na vytvoření pevné základny Fatahu na Izraelem okupovaném Západním břehu Jordánu a v Pásmu Gazy. V roce 1982 začal podporovat mládežnické výbory na těchto územích. Tyto výbory se rozrostly a v prosinci 1987 iniciovaly první intifádu.
Intifáda začala jako povstání palestinské mládeže proti izraelské okupaci Západního břehu Jordánu a Pásma Gazy. Dne 7. června 1986, přibližně rok před začátkem intifády, byl al-Wazír deportován z Ammánu do Bagdádu a nakonec se přestěhoval do Tuniska několik dní poté, co král Husajn I. prohlásil, že snahy o vytvoření společné strategie pro izraelsko-palestinský konflikt mezi Jordánskem a OOP jsou u konce.
První fáze intifády proběhla po eskalaci dvou nesouvisejících incidentů v Pásmu Gazy. Prvním byl dopravní incident na hraničním přechodu Erec, kde izraelské vojenské vozidlo najelo do skupiny palestinských dělníků a čtyři z nich zabilo. Pohřeb, kterého se večer zúčastnilo 10 000 lidí, rychle vyústil ve velkou demonstraci. Šířily se zvěsti, že incident byl aktem úmyslné odplaty za druhou událost – pobodání izraelského podnikatele při nákupech v Gaze o dva dny dříve. Následujícího dne, po hození benzinové bomby na projíždějící hlídkové auto v Pásmu Gazy, izraelské síly zastřelily jednoho mladého Palestince a 16 dalších zranily.
Během několika týdnů se však OOP na základě vytrvalých žádostí al-Wazíra pokusila řídit povstání, které podle různých úřadů trvalo až do roku 1991, resp. 1993. Al-Wazír byl Arafatem pověřen odpovědností za území v rámci velení OOP. Podle autora Saída Abúríše měl „impozantní znalosti místních poměrů“ na Izraelem okupovaných územích, znal prý „každou vesnici, školu a početnou rodinu v Gaze a na Západním břehu“. Poskytoval povstání finanční zázemí a logistickou podporu. Využil také příležitosti k reformě OOP.  Podle autora Jizída Sájgha se al-Wazír domníval, že intifáda neměla být obětována Arafatovi pouze proto, aby ji využil jako diplomatický nebo politický nástroj.

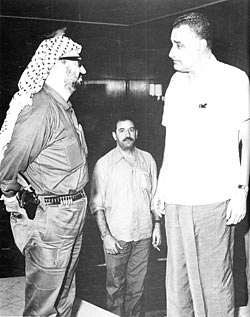
Jásir Arafat a Abú Džihád se setkávají s Gamálem Násirem při příjezdu do Káhiry na první mimořádný summit Ligy arabských států, 1970

## Černé září a libanonská občanská válka
Během Černého září v Jordánsku dodával obklíčeným palestinským silám v Džaraši a Adžlúnu zbraně, ovšem konflikt byl rozhodnut ve prospěch Jordánska. Poté, co se Arafat a tisíce bojovníků Fatahu stáhli do Libanonu, al-Wazír vyjednal dohodu mezi králem Husajnem I. a OOP, která vyzývala k lepšímu chování Palestinců v Jordánsku. Poté se spolu s ostatními vůdci OOP přesunul do Bejrútu.
V libanonské občanské válce nehrál významnou roli; omezil se především na posílení Libanonského národního hnutí, hlavního spojence OOP v konfliktu. Během pádu tábora Tal az-Za'atar do rukou Libanonské fronty si vyčítal, že nezorganizoval záchranné akce.
Během svého působení v Libanonu byl  zodpovědný za koordinaci vysoce významných operací. Údajně naplánoval útok na hotel Savoj v Tel Avivu v roce 1975, při němž osm bojovníků Fatahu zajalo civilní rukojmí a osm z nich zabilo, stejně jako tři izraelské vojáky. Naplánoval také masakr na pobřežní silnici v březnu 1978. Při tomto útoku šest členů Fatahu uneslo autobus a zabilo 35 izraelských civilistů.
Když Izrael v roce 1982 obléhal Bejrút, al-Wazír nesouhlasil s levicovými členy OOP a Saláhem Chalaf a navrhl, aby se OOP z Bejrútu stáhla. Nicméně al-Wazír a jeho pobočník Abú al-Walíd plánovali obranu Bejrútu a pomáhali řídit síly OOP proti Izraelským obranným silám. Síly OOP byly nakonec poraženy a poté vyhnány z Libanonu, přičemž většina vedení se přestěhovala do Tunisu, ačkoli al-Wazíra a 264 dalších členů OOP přijal jordánský král Husajn I.

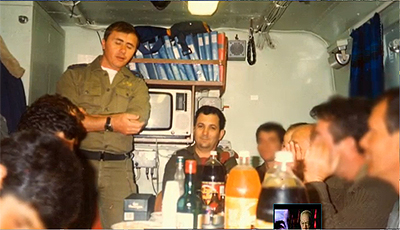
Izraelští vůdci, kteří organizovali atentát, během své cesty do Tuniska

## Smrt
Byl zavražděn ve svém domě v Tunisu 16. dubna 1988 v půl druhé ráno ve věku 52 let. Existují různé verze jeho smrti. Podle jedné byl zastřelen na schodišti svého domu komandem, které ho pronásledovalo nahoru, když tam vyběhl poté, co zaslechl výstřely, při nichž byli venku zabiti dva členové ochranky. Podle jiné verze pracoval na memorandu pro vůdce intifády, když do jeho pokoje vtrhlo komando. Byl střelen zblízka, údajně 70krát, v přítomnosti své manželky Intissár a syna Nidála, nad jehož postelí pak komando vypálilo dávku z automatické pušky jako varování. Al-Wazíra zavraždilo izraelské komando, které údajně připlulo lodí z Izraele, na břehu mu pomáhali agenti zpravodajské služby Mosad a k přístupu do areálu OOP použilo průkazy unesených libanonských rybářů. Izrael obvinil al-Wazíra z eskalace násilí během intifády, která v době jeho zavraždění probíhala. Konkrétně se tvrdilo, že byl strůjcem trojitého bombového útoku v nákupním středisku. Na palestinských územích okamžitě vypukly nepokoje a nejméně desítka Palestinců byla zastřelena. Pohřben byl 21. dubna v uprchlickém táboře Jarmúk v Damašku; Arafat vedl pohřební průvod.
V roce 1997 informoval deník Ma'ariv o atentátu na al-Wazíra. Zpráva tvrdila, že Ehud Barak vedl námořní velitelské centrum na raketovém člunu u tuniského pobřeží, které dohlíželo na vraždu. Až do 1. listopadu 2012 však Izrael nepřijal oficiální odpovědnost za jeho zabití a mluvčí vlády Moše Fogel i Barakovi pomocníci se k této otázce odmítli vyjádřit. Podle zprávy Barak, který byl v té době zástupcem náčelníka Generálního štábu, koordinoval plánování Mosadu, stejně jako armádní zpravodajskou složku, letectvo, námořnictvo a elitní komando Sajeret Matkal. Agenti Mosadu sledovali al-Wazírův dům několik měsíců před zásahem. Deník The Washington Post 21. dubna uvedl, že izraelská vláda schválila vraždu al-Wazíra 13. dubna a že byla koordinována mezi Mosadem a Izraelskými obrannými silami.
V roce 2013 Izrael neoficiálně potvrdil, že je za jeho vraždu zodpovědný, a to poté, co bylo povoleno zveřejnění rozhovoru izraelského zpravodaje Ronena Bergmana s důstojníkem Sajeret Matkal Nachumem Levem, který operaci vedl – jeho zveřejnění bylo více než deset let blokováno vojenskou cenzurou. V tomto rozhovoru Lev Bergmanovi podrobně popsal průběh operace.
Ministerstvo zahraničí Spojených států amerických odsoudilo jeho zabití jako „akt politické vraždy“. Rada bezpečnosti OSN schválila rezoluci č. 611 odsuzující „agresi spáchanou proti svrchovanosti a územní celistvosti Tuniska“, aniž by výslovně zmínila Izrael.

## Osobní život
V roce 1962 se oženil se svou sestřenicí Intissár al-Wazír. Měli spolu pět dětí, syny Džiháda, Bássima, Nidála, a dcery Imán a Hanán. Po uzavření dohod z Osla mezi Izraelem a OOP se Intissár s dětmi vrátila do Gazy a v roce 1996 se stala první ženou na postu ministryně Palestinské autonomie. Jejich syn Džihád je bývalým guvernérem Palestinské centrální banky a v současné době pracuje pro Mezinárodní měnový fond.
Po převzetí Pásma Gazy Hamásem v roce 2007 přepadli al-Wazírův dům lupiči a údajně ukradli jeho osobní věci. Intissár al-Wazír uvedla, že k rabování „došlo za bílého dne a pod dohledem ozbrojenců Hamásu“.